# Leschères-sur-le-Blaiseron
 Leschères-sur-le-Blaiseron  es una población y comuna francesa en la región de Champaña-Ardenas, departamento de Alto Marne, en el distrito de Saint-Dizier y cantón de Doulevant-le-Château.

## Demografía
| 103 | 100 | 103 | 87 | 78 | 94 |
| Para los censos de 1962 a 1999 la población legal corresponde a la población sin duplicidades (Fuente: INSEE [Consultar]) |     |     |    |    |    |